# ليونيل ليتيزي
ليونيل ليتيزي (بالفرنسية: Lionel Letizi)‏ (مواليد 28 مايو 1973 في نيس - فرنسا) لاعب كرة قدم فرنسي يلعب حاليا لصالح نادي الدرجة الأولى نيس الفرنسي منذ 2007 في مركز حارس مرمى.

## روابط خارجية
- ليونيل ليتيزي على موقع الاتحاد الدولي (مؤرشف)  (الإنجليزية)
- ليونيل ليتيزي على موقع رابطة كرة القدم الفرنسية للمحترفين (الإنجليزية)
- ليونيل ليتيزي على موقع قاعدة بيانات كرة القدم.إي يو (الإنجليزية)
- ليونيل ليتيزي على موقع ليكيب (الفرنسية)
- ليونيل ليتيزي على موقع ناشيونال فوتبول تيمز (الإنجليزية)
- ليونيل ليتيزي على موقع Soccerbase.com (لاعب) (الإنجليزية)
- ليونيل ليتيزي على موقع كووورة
- ليونيل ليتيزي على موقع أوليمبيديا (الإنجليزية)